# 曼恩陨击坑

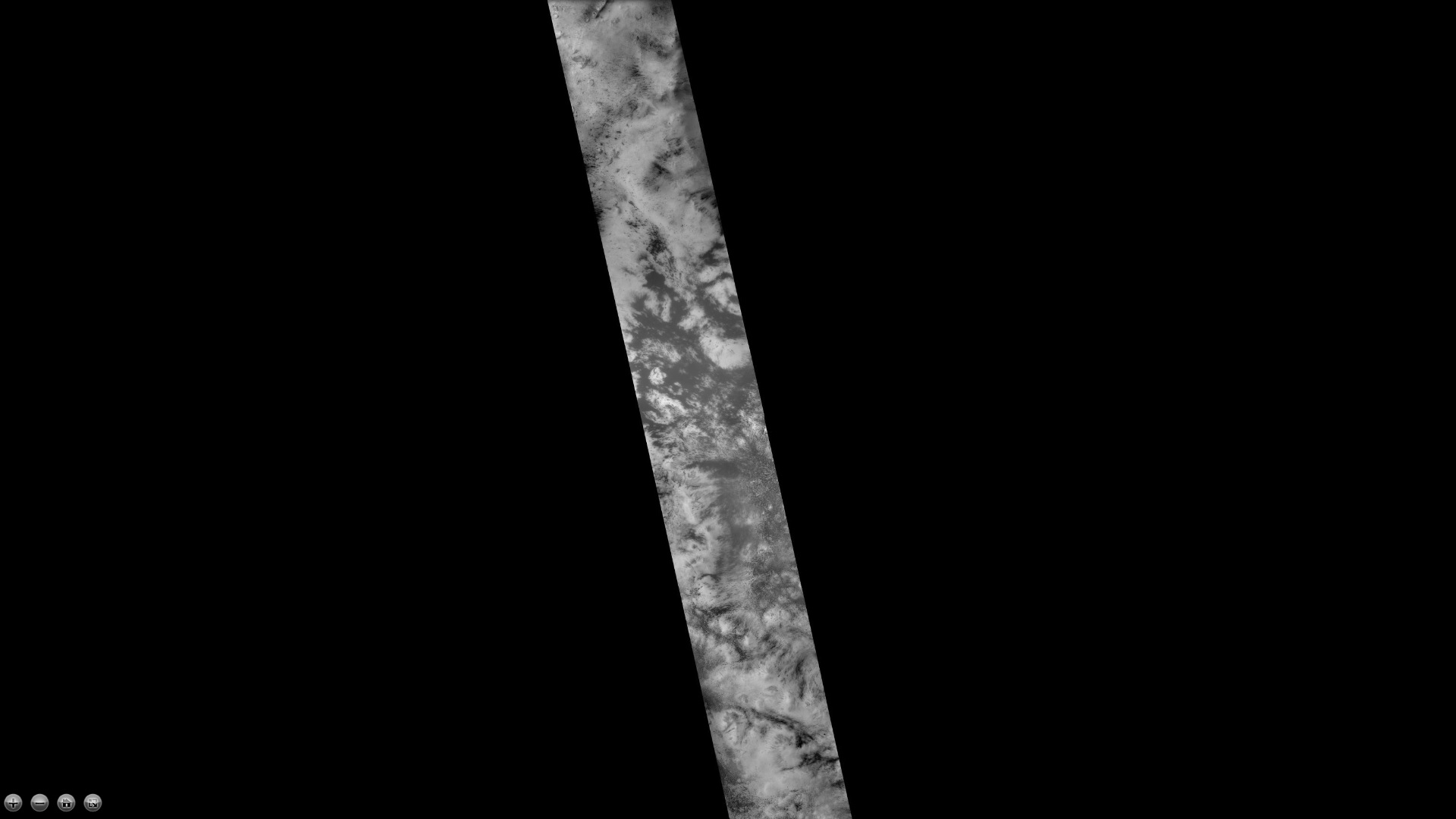
火星勘测轨道飞行器背景相机拍摄的曼恩陨击坑西侧部分。

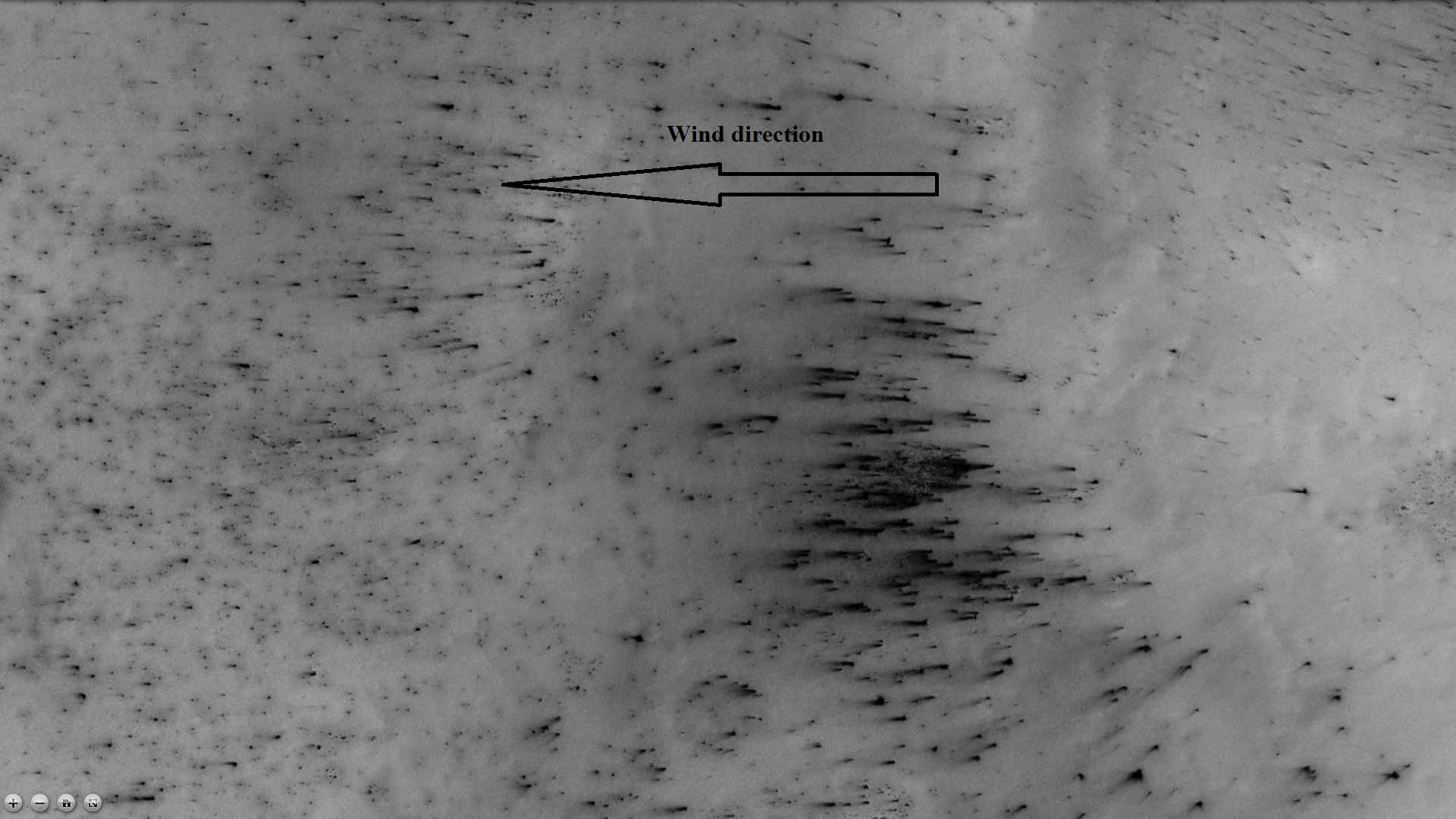
火星勘测轨道飞行器背景相机显示的曼恩陨击坑内的尘埃痕迹，箭头指示了风向。在春季，随着气温的升高，干冰会变成一种膨胀气体，然后带着尘埃从某一薄弱处吹出。如果有风，尘埃则如图所示拉出细长的沉迹。

曼恩陨击坑（Main）是火星南海区的一座撞击坑，其中心坐标位于南纬76.6度、西经310.9度处，直径109公里，该特征取名自十九世纪英国天文学家罗伯特·曼恩（1808年-1878年），1973年被国际天文联合会行星系统命名工作组批准接受。
曼恩陨击坑内地面显示的暗黑部分，是由春季气温上升时膨胀的二氧化碳气体所吹出尘埃而形成。如果有风，一些尘埃会形成细长的条纹。
人们提出了许多想法来解释这些特征，它们可在下面的图片中看到。
这些特征的特写视图通常会显示被称为“蜘蛛”的模糊特征。

## 另请查看
- 火星气候
- 火星地质
- 火星间歇泉
- 撞击坑
- 撞击事件
- 火星撞击坑
- 火星矿石资源
- 行星体系命名法
- 火星水文